# Diamante del cucharero

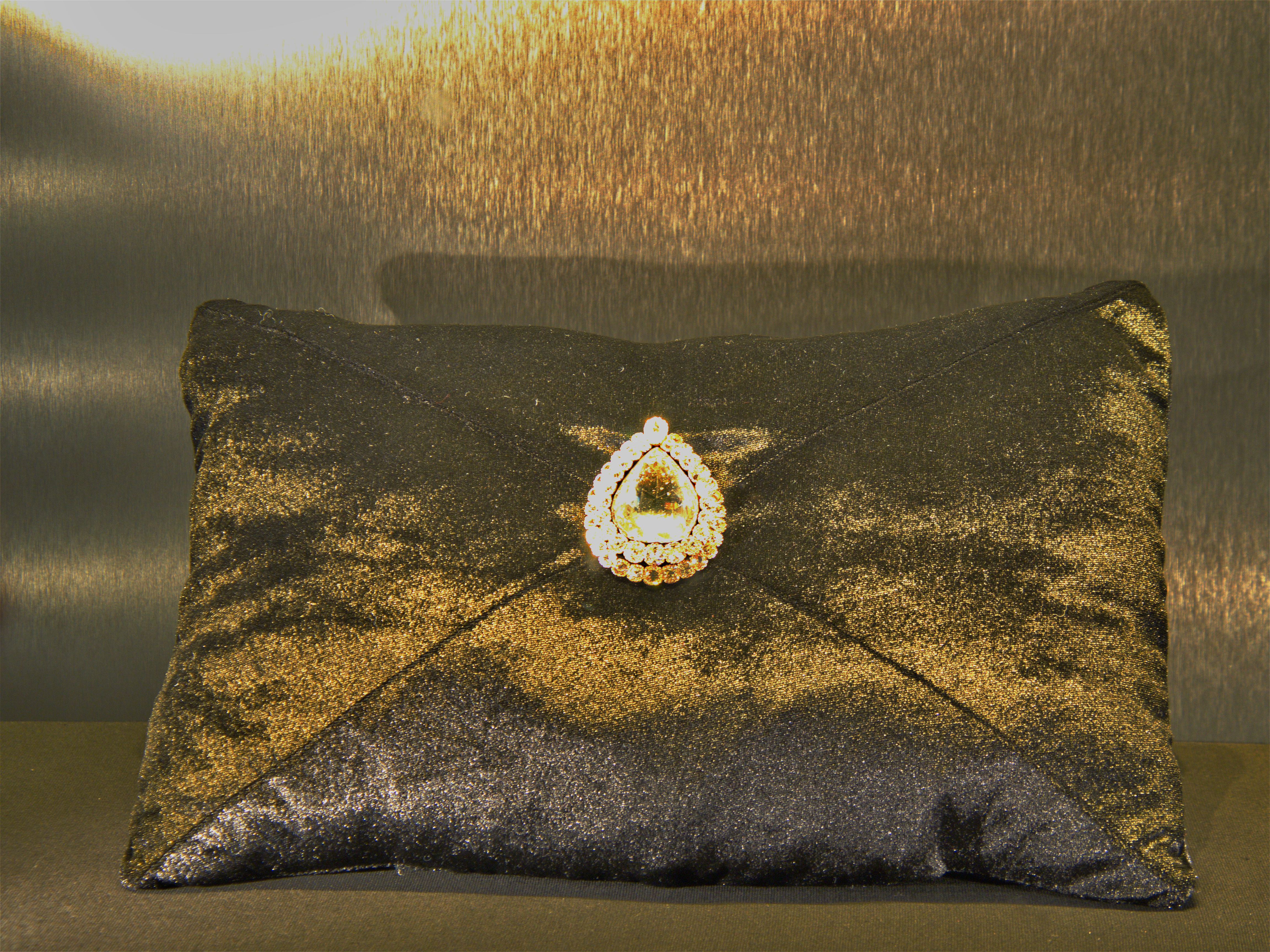
Diamante del cucharero, en el Museo del Palacio Topkapi

El Diamante del cucharero o Diamante Topkapi (en turco original, Kaşıkçı Elması) es, según unos, el tercer diamante por tamaño del mundo, y, según otros, el cuarto o el quinto. Posee 84 quilates (86 según otros) y 58 facetas y se halla engastado en un broche de plata rodeado de dos filas de 49 diamantes purísimos, tallados en forma de brillantes más pequeños hasta el ángulo más agudo, que se remata con solo uno en forma de lágrima invertida, más grande. El diamante central, llamado del cucharero, tiene forma de pera o cuchara transparente sin mango, y se exhibe en el museo del palacio de Topkapi, en Estambul.

## Historia
Hay gran número de leyendas que se excluyen mutuamente sobre el origen del diamante; algunas lo vinculan a la reina María Antonieta o a Letizia Ramolino, madre de Napoleón I, quien lo habría vendido en 1815 por 150.000 monedas de oro para sufragar el rescate de su hijo Napoleón I de su reclusión en la isla de Elba, siendo comprado por el jedive Alí Pachá de Yánina para regalárselo a su esposa favorita, Kyra Vassiliki. Como fue degollado en 1822 y sus tesoros confiscados por el sultán Mahmut II, el diamante pasó a su poder. De ahí habría ido a parar al Museo del Palacio Topkapi. Así que su verdadero origen sigue siendo un misterio.
Otra leyenda afirma que se trata del famoso y desaparecido diamante Pigot, comprado al maharajá de Madrás por el gobernador británico lord George Pigot, pero este tenía una forma distinta y pesaba solo 47,38 quilates. La más repetida e influyente cuenta que este espléndido diamante fue encontrado por un pescador turco que hurgaba en la basura en 1669. Ignorante de su valor, lo vendió a un cucharero de Estambul a cambio de solo tres cucharas de madera, y de ahí habría recibido su denominación.